# HMS United (1941)
HMS United (P44) («Юнайтед», англ. Объединённый) — британская дизельная подводная лодка типа U (третьей группы). Построена на верфи «Виккерс-Армстронг» в Барроу-ин-Фёрнесс. Участвовала во Второй мировой войне. Единственная подводная лодка (и единственный корабль Королевских ВМС Великобритании), носившая подобное имя.

## Служба
Подлодка несла службу в Средиземноморье большую часть времени. На её счету следующие потопленные корабли — итальянское торговое судно «Ростро» (Rostro), итальянский охотник за подводными лодками V-39 «Джованна» (Giovanna), эсминец «Бомбардьере», французское торговое судно «Сте Маргерите» (Ste Marguerite, бывшее норвежское судно «Рингульф») и итальянское торговое судно «Ольбия» (Olbia). Также «Юнайтед» отличился в Сицилийской операции, найдя субмарину «Ремо», всплывшую на поверхность, и выпустив по ней четыре торпеды: одна торпеда попала в среднюю часть «Ремо», и после взрыва подлодка затонула в течение нескольких минут. Спаслись только четверо человек: капитан субмарины Вассало, ещё двое человек с капитанского мостика и сержант Дарио Кортопасси, успевший покинуть машинное отделение.
Помимо этого, на счету «Юнайтеда» торпедированные итальянский транспорт «Розолино Пило» (Rosolino Pilo), ранее повреждённый торпедными катерами, и итальянский танкер «Петрарка» (Petrarca), а также повреждённое торговое судно «Равенна» (Ravenna), которое село на мель после авианалёта 29 сентября 1942. Также подлодка 8 ноября 1942 безуспешно пыталась атаковать лёгкий крейсер «Аттилио Реголо», у которого ранее была разрушена корма после торпедной атаки субмарины HMS Unruffled.
12 февраля 1946 «Юнайтед» был разрезан на металл в Труне.